# Club Atlético de Madrid 1965-1966
Questa voce raccoglie le informazioni riguardanti il Club Atlético de Madrid nelle competizioni ufficiali della stagione 1965-1966.

## Stagione
Nella stagione 1965-1966 i Colchoneros, allenati da Domènec Balmanya, interruppero il periodo di dominio di Barcellona e Real Madrid andando a vincere il loro quinto titolo, il primo dopo quindici anni, dopo aver definitivamente sorpassato i rivali cittadini a due giornate dal termine. In Coppa del Generalísimo l'Atlético Madrid fu invece eliminato ai quarti di finale dall'Atlético Bilbao. Stesso risultato fu conseguito anche in Coppa delle Coppe, dove i Rojiblancos furono fermati dal Borussia Dortmund. Fu l'ultima stagione disputata dall'Atlético allo stadio Metropolitano.

## Maglie e sponsor
| Manica sinistra · Manica sinistra · Maglietta · Maglietta · Manica destra · Manica destra · Pantaloncini · Calzettoni |

## Organigramma societario
Area direttiva
- Presidente:  Vicente Calderón

Area tecnica
- Allenatore:  Domènec Balmanya

## Rosa
| N. |                      | Ruolo | Calciatore           |
| -- | -------------------- | ----- | -------------------- |
| -  | Argentina (bandiera) | P     | Edgardo Madinabeytia |
| -  | Spagna (bandiera)    | P     | Rodri                |
| -  | Spagna (bandiera)    | P     | Miguel San Román     |
| -  | Argentina (bandiera) | D     | Jorge Griffa         |
| -  | Spagna (bandiera)    | D     | Feliciano Rivilla    |
| -  | Spagna (bandiera)    | D     | Jesús Martínez Jayo  |
| -  | Spagna (bandiera)    | D     | Colo                 |
| -  | Spagna (bandiera)    | D     | Isacio Calleja       |
| -  | Spagna (bandiera)    | C     | Adelardo             |
| -  | Spagna (bandiera)    | C     | Luis Aragonés        |

| N. |                       | Ruolo | Calciatore             |
| -- | --------------------- | ----- | ---------------------- |
| -  | Spagna (bandiera)     | C     | Jesús Glaría Jordán    |
| -  | Spagna (bandiera)     | C     | Manuel Ruiz Sosa       |
| -  | Spagna (bandiera)     | C     | Francisco García Gerpe |
| -  | Spagna (bandiera)     | C     | Victor Díez            |
| -  | Spagna (bandiera)     | A     | José Ufarte            |
| -  | Spagna (bandiera)     | A     | Enrique Collar         |
| -  | Portogallo (bandiera) | A     | Jorge Alberto Mendonça |
| -  | Honduras (bandiera)   | A     | José Cardona           |
| -  | Spagna (bandiera)     | A     | Miguel Jones           |
| -  | Paraguay (bandiera)   | A     | Alejandro Fretes       |

## Risultati

### Primera División

#### Girone d'andata
| Arbitro: | Ortiz de Mendíbil |

|                           |           |                       |
| Lapetra 36’ Marcelino 64’ | Marcatori | 15’ Jones 70’ Cardona |

| Arbitro: | Pintado Viu |

|                                       |           |  |
| Aragonés 38’, 85’ (rig.) Mendonça 62’ | Marcatori |  |

| Arbitro: | Ruiz Alciturri |

|            |           |              |
| Cabral 60’ | Marcatori | 58’ Mendonça |

| Arbitro: | Medina Iglesias |

|           |           |  |
| Jones 14’ | Marcatori |  |

| Arbitro: | Martín Álvarez |

|  |           |                          |
|  | Marcatori | 40’ Aragonés 75’ Cardona |

| Arbitro: | Zariquiegui Izco |

|              |           |           |
| Adelardo 18’ | Marcatori | 11’ Gento |

| Arbitro: | Bueno Perales |

|             |           |                                                          |
| Gallego 55’ | Marcatori | 36’ Ufarte 43’ Adelardo 45’ (rig.) Aragonés 49’ Mendonça |

| Arbitro: | Lloris Antonino |

|              |           |  |
| Aragonés 55’ | Marcatori |  |

| Arbitro: | Ortiz de Mendíbil |

|  |           |              |
|  | Marcatori | 77’ Adelardo |

| Arbitro: | Sánchez Ibáñez |

|                               |           |  |
| Aragonés 12’ (rig.), 50’, 88’ | Marcatori |  |

| Arbitro: | Pintado Viu |

|               |           |  |
| Odriozola 46’ | Marcatori |  |

| Arbitro: | Gardeazabal Garay |

|                   |           |                         |
| Aragonés 23’, 32’ | Marcatori | 70’ Paquito 89’ Urtiaga |

| Arbitro: | Oliva Fortuny |

|  |           |              |
|  | Marcatori | 26’ Aragonés |

| Arbitro: | Bueno Perales |

|              |           |              |
| Gilberto 89’ | Marcatori | 80’ Mendonça |

| Arbitro: | Ruiz Alciturri |

|                                               |           |                       |
| Ufarte 5’, 84’ Adelardo 54’, 63’ Mendonça 75’ | Marcatori | 19’ Amas 73’ Idígoras |

#### Girone di ritorno
| Arbitro: | Medina Iglesias |

|  |           |               |
|  | Marcatori | 69’ Marcelino |

| Elche 6 gennaio 1966 17ª giornata | Elche       | 0 – 0 referto | Atlético Madrid | Altabix\| Arbitro: \| Rigo Sureda \| |
| Arbitro:                          | Rigo Sureda |               |                 |                                      |

| Arbitro: | Sánchez Ibáñez |

|                                                            |           |            |
| Mendonça 12’, 60’ Aragonés 20’ (rig.), 58’, 85’ Collar 66’ | Marcatori | 88’ Cabral |

| Arbitro: | Ortiz de Mendíbil |

|          |           |             |
| Moli 14’ | Marcatori | 9’ Mendonça |

| Arbitro: | Oliva Fortuny |

|            |           |  |
| Cardona 2’ | Marcatori |  |

| Arbitro: | Ortiz de Mendíbil |

|                                  |           |            |
| Pirri 44’ Grosso 60’ Amancio 67’ | Marcatori | 32’ Ufarte |

| Arbitro: | Rigo Sureda |

|  |           |            |
|  | Marcatori | 20’ Muller |

| Palma di Maiorca 13 febbraio 1966 23ª giornata | Maiorca       | 0 – 0 referto | Atlético Madrid | Lluís Sitjar\| Arbitro: \| Bueno Perales \| |
| Arbitro:                                       | Bueno Perales |               |                 |                                             |

| Arbitro: | Ruiz Alciturri |

|                              |           |  |
| Aragonés 24’, 32’ Collar 82’ | Marcatori |  |

| Arbitro: | Medina Iglesias |

|            |           |                           |
| Frasco 33’ | Marcatori | 13’ Aragonés 43’ Mendonça |

| Arbitro: | De la Teja Ocejo |

|                                                         |           |  |
| Aragonés 44’ (rig.) Cardona 60’ Adelardo 80’ Collar 86’ | Marcatori |  |

| Arbitro: | Medina Iglesias |

|             |           |                        |
| Guillot 62’ | Marcatori | 9’ Ufarte 51’ Mendonça |

| Arbitro: | Sánchez Ibáñez |

|                          |           |  |
| Rivilla 36’ Mendonça 42’ | Marcatori |  |

| Arbitro: | Birigay Nieva |

|               |           |  |
| Jones 6’, 21’ | Marcatori |  |

| Arbitro: | Ruiz Alciturri |

|  |           |                       |
|  | Marcatori | 43’ Ufarte 45’ Griffa |

### Coppa del Generalísimo
| Arbitro: | Zariquiegui Izco |

|              |           |                                  |
| Olivella 75’ | Marcatori | 18’ Glaría 20’ Cardona 48’ Jones |

| Madrid 17 aprile 1966 Sedicesimi di finale – Ritorno | Atlético Madrid | 0 – 0 referto | Mestalla | Metropolitano\| Arbitro: \| Sánchez Ríos \| |
| Arbitro:                                             | Sánchez Ríos    |               |          |                                             |

| Valencia 23 aprile 1966 Ottavi di finale – Andata | Valencia          | 0 – 0 referto | Atlético Madrid | Mestalla\| Arbitro: \| Ortiz de Mendíbil \| |
| Arbitro:                                          | Ortiz de Mendíbil |               |                 |                                             |

| Arbitro: | Zariquiegui Izco |

|                               |           |             |
| Martínez Jayo 80’ Cardona 90’ | Marcatori | 53’ Guillot |

| Arbitro: | Sánchez Ibáñez |

|             |           |  |
| Cardona 43’ | Marcatori |  |

| Arbitro: | Ruiz Alciturri |

|                         |           |  |
| Aguirre 19’ Ormaza 103’ | Marcatori |  |

### Coppa delle Coppe
| Arbitro: | McCabe |

|                                     |           |  |
| Mendonça 10’, 21’, 85’ Aragonés 65’ | Marcatori |  |

| Arbitro: | Schulenburg |

|  |           |              |
|  | Marcatori | 80’ Adelardo |

| Arbitro: | Obtulovič |

|  |           |                         |
|  | Marcatori | 66’ Collar 84’ Adelardo |

| Arbitro: | Finney |

|                                                   |           |  |
| Mendonça 26’, 70’ V. Díez 38’ Aragonés 75’ (rig.) | Marcatori |  |

| Arbitro: | Clements |

|              |           |              |
| Mendonça 87’ | Marcatori | 58’ Emmerich |

| Arbitro: | Lajos |

|              |           |  |
| Emmerich 16’ | Marcatori |  |

## Statistiche

### Statistiche di squadra
| Competizione           | Punti | Totale | Totale | Totale | Totale | Totale | Totale | DR  |
| Competizione           | Punti | G      | V      | N      | P      | Gf     | Gs     | DR  |
| ---------------------- | ----- | ------ | ------ | ------ | ------ | ------ | ------ | --- |
| Primera División       | 44    | 30     | 18     | 8      | 4      | 54     | 20     | +34 |
| Coppa del Generalísimo | -     | 6      | 3      | 2      | 1      | 6      | 4      | +2  |
| Coppa delle Coppe      | -     | 6      | 4      | 1      | 1      | 15     | 2      | +13 |
| Totale                 | -     | 42     | 25     | 11     | 6      | 75     | 26     | +49 |

### Statistiche dei giocatori
| Giocatore    | Primera División | Primera División |
| Giocatore    | Presenze         | Reti             |
| ------------ | ---------------- | ---------------- |
| Adelardo     | 28               | 6                |
| Aragonés     | 28               | 18               |
| Calleja      | 10               | 0                |
| Cardona      | 10               | 4                |
| Collar       | 23               | 3                |
| Díez         | 3                | 0                |
| Fretes       | 1                | 0                |
| G. Gerpe     | 4                | 0                |
| Glaría       | 27               | 0                |
| Griffa       | 26               | 1                |
| Jones        | 9                | 5                |
| Madinabeytia | 20               | -13              |
| M. Jayo      | 22               | 0                |
| Mendoça      | 24               | 10               |
| Rivilla      | 24               | 1                |
| Rodríguez    | 10               | -7               |
| R. Sosa      | 15               | 0                |
| Santaella    | 18               | 0                |
| Ufarte       | 28               | 6                |